# Бриль
Бриль (від італ. ombrello — «парасоль, капелюх», і далі від лат. umbrella; за іншою версією порівнюється з рос. брылы — «краї капелюха», «губи, варґи») — традиційний український і білоруський літній головний убір з широкими крисами, з плетеної соломи або очерету. Переважно носився чоловіками.
Бриль плели по українських селах із житньої, пшеничної соломи або очерету, бо цей матеріал найкраще захищав від палючого літнього сонця, при роботі в полі або на левадах. Спочатку плели солом'яні стрічки — пліті чи плетянки, з яких потім зшивали капелюх, заздалегідь заготовлені пліті змотували в клубки (скрути). У Словарі української мови Б. Д. Грінченка «простим брилем» називається капелюх, «плетений з гладкої, не зубчастої солом'яної тасьми».
Бриль вважався цінним вбранням. Не в кожному селі можна було знайти гарного майстра бриляра, який би сплів гарний бриль. Плетінням брилів здебільшого займались чоловіки (пасічники або кошикарі), чи літні члени родини в зимовий час, коли не було роботи у полі, та й для розваги, поєднуючи приємну справу з корисним.
Брилярство було і лишається доволі рідкісним ремісництвом.

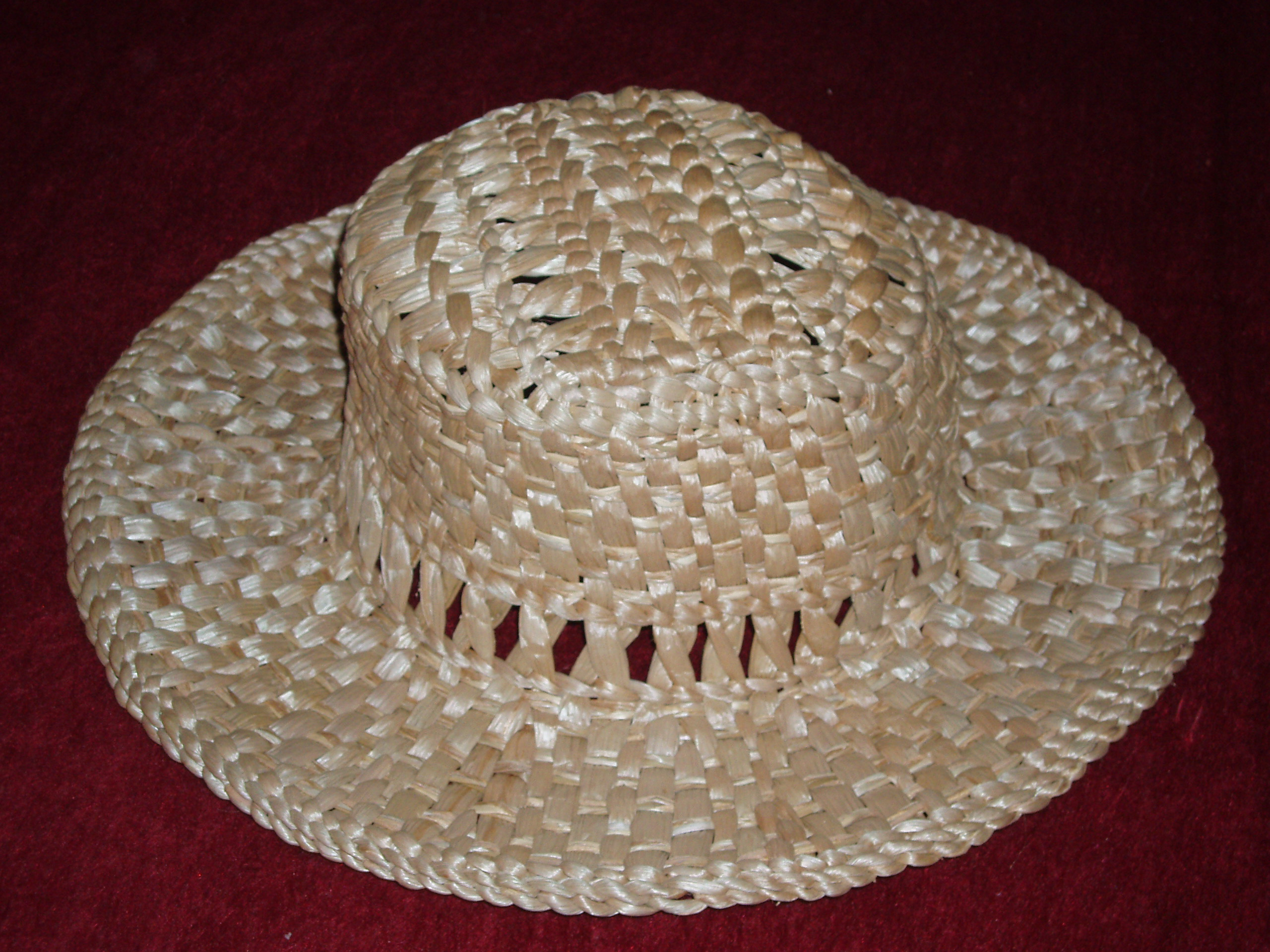
Український бриль з Сорочинського ярмарку, 2008
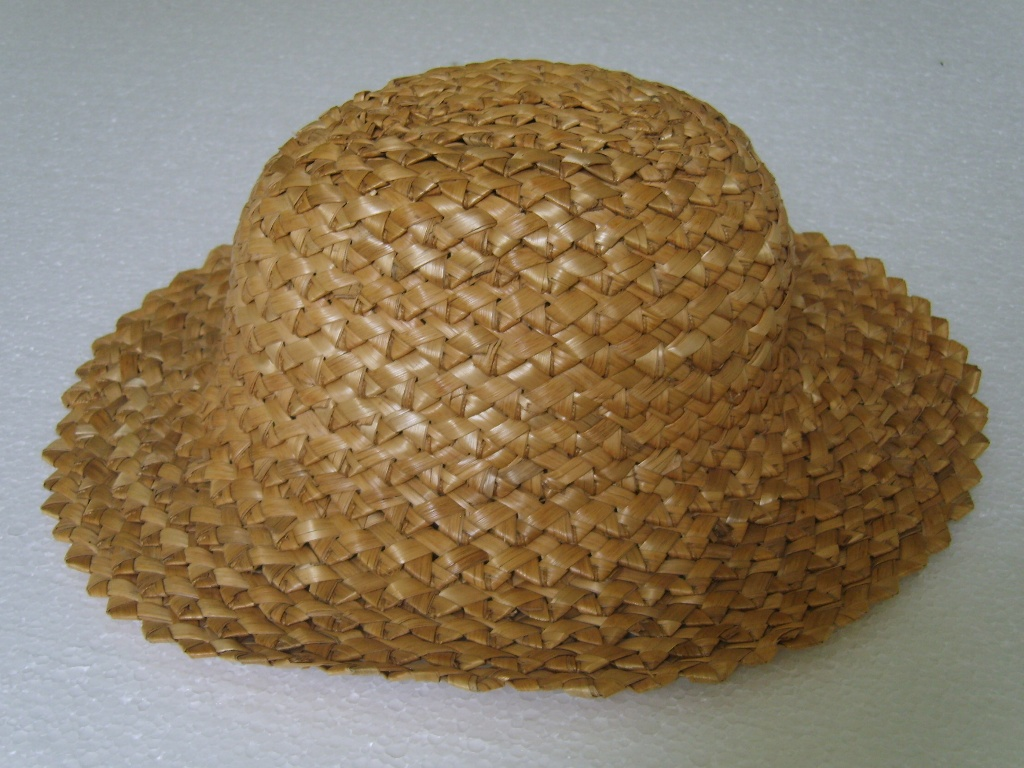
Український бриль з житньої соломи, виготовлений зшиванням плетеної стрічки.
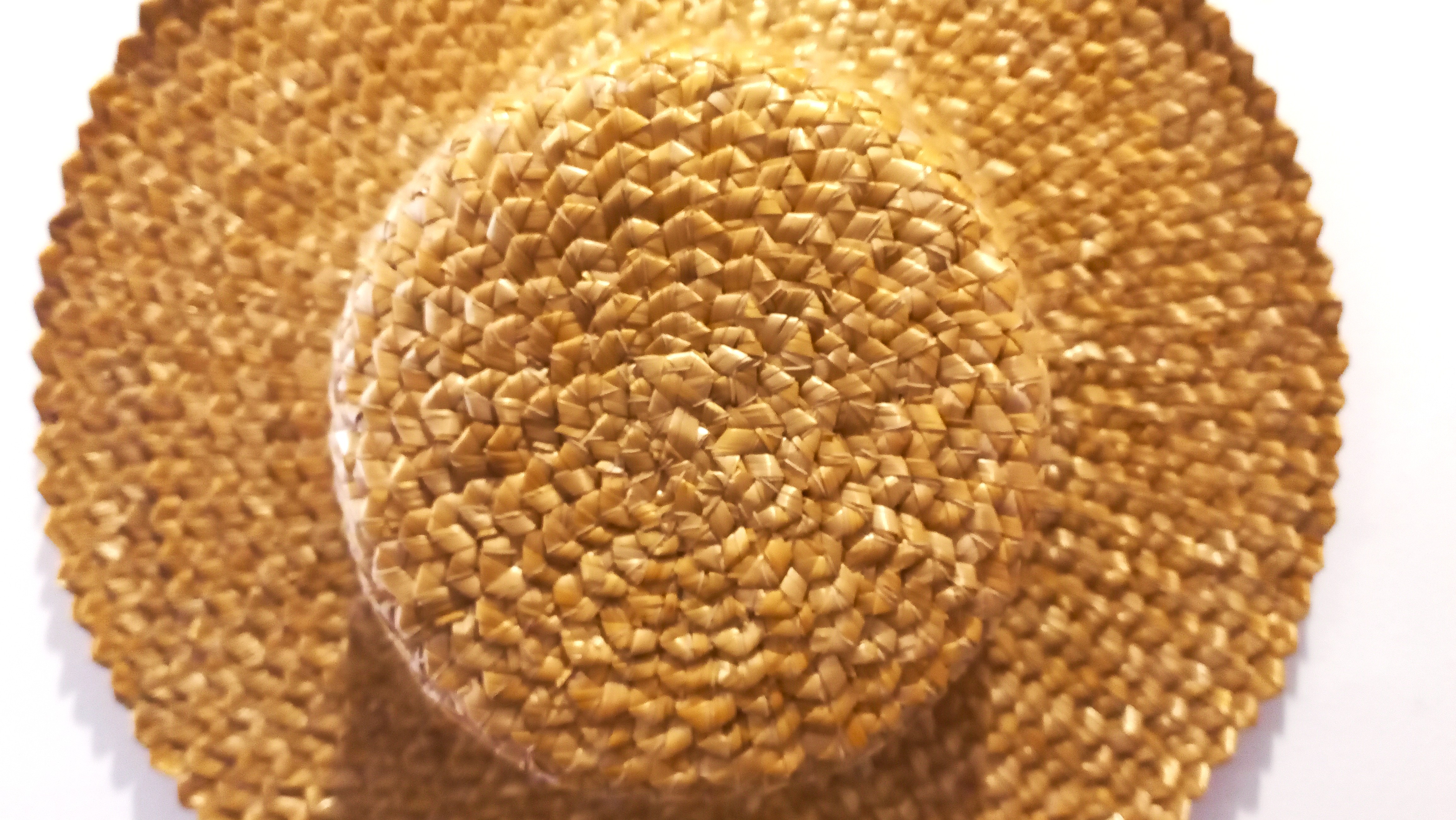
Бриль плетений з соломки, м. Миронівка з колекції Канівського музею народного декоративного мистецтва